# Air Burkina
Air Burkina è la compagnia di bandiera del Burkina Faso. Fu costituita il 17 marzo 1967 con il nome di Air Volta, fu successivamente rinominata nel 1984. Ha il proprio hub principale all'Aeroporto di Ouagadougou.

## Storia
La compagnia aerea Air Volta iniziava ad operare su tratte nazionali utilizzando due Piper PA-32 Cherokee Six. Una quota della compagnia era detenuta da Air Afrique che nel 1969 l'incrementò per sviluppare i voli locali. A metà degli anni settanta la flotta era composta da un Piper PA-31 Navajo, un Piper PA-32-300 e un de Havilland Canada DHC-6 Twin Otter (XT-AAX).
Quando nel 1984 il primo ministro Thomas Sankara decise di cambiare il nome del paese da Repubblica dell'Alto Volta all'attuale Burkina Faso, la compagnia di bandiera divenne Air Burkina.
Air Afrique possedeva il 17% della compagnia, la flotta all'epoca si componeva di un de Havilland Canada DHC-6 Twin Otter 300, un Embraer EMB-110P2 Bandeirante (XT-ABJ) ed un Fokker F-28-4000 (XT-FZP).
La compagnia venne privatizzata il 21 febbraio 2001 con la cessione dell'76% delle azioni al Fondo Aga Khan per lo sviluppo economico (AKFED), che ha interessi anche nelle compagnie aeree nazionali del Mali e dell'Uganda attraverso la propria società Celestair.

## Flotta
Flotta attuale
A maggio 2025, la flotta di Air Burkina è composta dai seguenti aeromobili:
| Aereo          | In servizio | Passeggeri | Note                      |
| -------------- | ----------- | ---------- | ------------------------- |
| Boeing 737-500 | 1           | 132        | In wet lease da "Via Air" |
| Embraer 175    | 1           | 72         | [ 6 ]                     |
| Embraer 195    | 2           | 104        | -                         |
| Totale         | 4           | -          | -                         |

Flotta storica
Nel corso degli anni, Air Burkina ha utilizzato anche i seguenti aeromobili:
- 2 Bombardier CRJ200
- 2 McDonnell Douglas MD-87
- 3 Fokker F28
- 2 Embraer 170

## Alleanze
Air Burkina fa parte del Gruppo Celestair insieme ad Air Uganda ed alla Compagnie Aérienne du Mali, ha stretto inoltre alleanze con la Kenya Airways e Air Ivoire con cui opera in code sharing.

## Incidenti
L'8 ottobre 1988 un de Havilland Canada DHC-6 Twin Otter 300 (XT-AAX) dell'Air Burkina, è andato distrutto durante un decollo dall'aeroporto di Dori.